# Директор филма
Директор филма (енгл. Production manager); је део филмске екипе из сектора продукције. Директор филма је организациони, економски и дисциплински руководилац филмске екипе и производње филма.
Он као члан екипе би по правилу требао да остане y пpoдyкцији и да не yчecтвyje y креативном процесу филма.